# Омид (спътник)
Вижте пояснителната страница за други значения на Омид.
„Омид“ (на персийски: امید, „надежда“) е първият ирански изкуствен спътник, произведен в страната.
Според иранската държавна телевизия описаният като спътник за обработка на данни с изследователски и телекомуникационни цели е успешно изстрелян на 2 февруари 2009 г. След изстрелването му с произведената в Иран ракета-носител „Сафир 2“ спътникът е изведен в ниска околоземна орбита.
Изстрелването съвпада с 30-годишнината от Иранската революция и е ръководено от президента Махмуд Ахмадинеджад, който стартира изстрелването на спътника с друмите „Аллах Акбар“ („Бог е най-велик(ият)“). Той заявява, че спътникът е изстрелян, за да разпростре „монотеизъм, мир и справедливост“ по света. Външният министър Манучехър Моттаки заявява, че спътникът е изстрелян за да „посрещне нуждите на страната“ и е „изцяло за мирни цели“.
„Омид“ е вторият спътник в орбита на Иран. Предишен ирански спътник, „Сина-1“, е построен и изстрелян за Иран от Русия през 2005 г.

## Пробно изстрелване
По време на реч при откриването на нов космически център на 4 февруари 2008 г., президентът Ахмадинеджад обявява, че „Омид“ ще бъде изстрелян в „близкото бъдеще“. На 17 август 2008 г. ирански официални лица съобщават, че е извършен успешен пробен полет на ракета-носител на спътници и са излъчени кадри на изстрелването на ракета „Сафир“ в тъмнина. Официални лица отричат първоначалните съобщения от държавните медии, че спътникът е бил изстрелян заедно с ракетата, и казват, че вместо това в орбита е бил изстрелян негов макет.

## Орбита
Спътникът е изстрелян на югоизток над Индийския океан, за да избегне прелитането над съседни страни и е в орбита с инклинация от 55,5 градуса. Височината на орбитата варира от 246 до 377 km, с период от 90,76 минути.